# Denise Gough
Denise Gough (Ennis, 28 febbraio 1980) è un'attrice irlandese.

## Carriera
È nota soprattutto come interprete teatrale e nel 2016 ha vinto il Laurence Olivier Award alla miglior attrice per People, Places and Things. Nel 2017 recita al Royal National Theatre di Londra in un revival del dramma di Tony Kushner Angels in America, con Andrew Garfield, Nathan Lane e Russell Tovey; per la sua performance vince il Laurence Olivier Award alla miglior attrice non protagonista. Nell'autunno 2017 debutta a New York quando torna a recitare in People, Places and Things alla Brooklyn Academy of Music, mentre nella primavera debutta a Broadway con Angels in America, per cui viene candidata al Tony Award alla miglior attrice non protagonista in un'opera teatrale.

## Filmografia

### Attrice

#### Cinema
- The Kid, regia di Nick Moran (2010)
- Robin Hood, regia di Ridley Scott (2010)
- Jimmy's Hall - Una storia d'amore e libertà (Jimmy's Hall), regia di Ken Loach (2014)
- Juliet, Naked - Tutta un'altra musica (Juliet, Naked), regia di Jesse Peretz (2018)
- Colette, regia di Wash Westmoreland (2018)
- Il ragazzo che diventerà re (The Kid Who Would Be King), regia di Joe Cornish (2019)
- The Other Lamb, regia di Małgorzata Szumowska (2019)
- Monday, regia di Argyris Papadimitropoulos (2020)
- Martyrs Lane, regia di Ruth Platt (2021)

#### Televisione
- Casualty – serie TV, episodio 19x08 (2004)
- The Inspector Lynley Mysteries – serie TV, episodio 6x01 (2007)
- Metropolitan Police – serie TV, episodio 25x51 (2009)
- Waking the Dead – serie TV, 2 episodi (2009)
- Testimoni silenziosi (Silent Witness) – serie TV, episodio 13x05, 13x06 (2010)
- Holby City – serie TV, episodio 14x02 (2011)
- Titanic - Nascita di una leggenda (Titanic: Blood and Steel), regia di Ciarán Donnelly – miniserie TV, 11 puntate (2012)
- What Remains, regia di Coky Giedroyc – miniserie TV, 4 puntate (2013)
- Stella – serie TV, 8 episodi (2014)
- Apple Tree Yard - In un vicolo cieco (Apple Tree Yard), regia di Jessica Hobbs – miniserie TV, 1 puntata (2016)
- The Fall - Caccia al serial killer (The Fall) – serie TV, episodi 3x03, 3x06 (2016)
- Guerrilla, regia di John Ridley e Sam Miller – miniserie TV, 6 puntate (2017)
- Paula – miniserie TV, 3 puntate (2018)
- In nome del cielo (Under the Banner of Heaven) – miniserie TV, 7 puntate (2022)
- Andor – serie TV, 20 episodi (2022-2025)
- Who Is Erin Carter?, regia di Bill Eagles, Ashley Way e Savina Dellicour – miniserie TV, 6 puntate (2023)
- The Stolen Girl, regia di Eva Husson – miniserie TV (2025)

### Doppiatrice
- Divinity: Dragon Commander – videogioco (2013)
- The Witcher 3: Wild Hunt – videogioco (2015)
- Star Wars: Battlefront – videogioco (2015)
- Dragon Quest Heroes II – videogioco (2016)
- Mass Effect: Andromeda – videogioco (2017)

## Teatro
- By the Bog of Cats di Marina Carr, regia di Dominic Cooke. Wyndham's Theatre di Londra (2004)
- The Kindess of Strangers di Tony Green, regia di Gemma Bodinetz. Liverpool Everyman di Liverpool (2004)
- Everything is Illuminated di Simon Block, regia di Rachel O’Riordan. Hampstead Theatre di Londra (2006)
- O Go My Man di Stella Feehily, regia di Max Stafford-Clark. Royal Court Theatre di Londra (2006)
- Someone Else's Shoes di Drew Pautz, regia di Stephen Unwin. Soho Theatre di Londra (2007)
- Sei personaggi in cerca d'autore di Luigi Pirandello, regia di Rupert Goold. Minerva Theatre di Chichester e Gielgud Theatre di Londra (2008)
- The Grouch di Ranjit Bolt, regia di Sarah Esdaile. West Yorkshire Playhouse di Leeds (2009)
- The Birds, scritto e diretto da Conor McPherson. Gate Theatre di Dublino (2009)
- L'aratro e le stelle di Sean O'Casey, regia di Wayne Jordan. Abbey Theatre di Dublino (2010)
- Jesus Hopped the 'A' Train di Stephen Adly Guirgis, regia di Eshter Baker. Trafalgar Studios di Londra (2010)
- The Painter di Rebecca Lenkiewicz, regia di Mehmet Egen. Arcola Theatre di Londra (2011)
- Our New Girl di Nancy Harris, regia di Charlotte Winner. Bush Theatre di Londra (2012)
- Desiderio sotto gli olmi di Eugene O'Neill, regia di Sean Holmes. Lyric Hammersmith di Londra (2012)
- Adler and Gibb di Tim Crouch, regia di Tim Crouch, Karl James e Andy Smith. Royal Court Theatre di Londra (2014)
- La duchessa di Amalfi di John Webster, regia di Dominic Dromgoole. Sam Wanamaker Playhouse di Londra (2014)
- People, Places and Things di Duncan Macmillan, regia di Jeremy Herrin. National Theatre di Londra (2015) e Wyndham's Theatre di Londra (2016)
- Angels in America - Fantasia gay su temi nazionali di Tony Kushner, regia di Marianne Elliott. National Theatre di Londra (2017)
- People, Places and Things di Duncan Macmillan, regia di Jeremy Herrin. St. Ann's Warehouse di New York (2017)
- Angels in America - Fantasia gay su temi nazionali di Tony Kushner, regia di Marianne Elliott. Neil Simon Theatre di New York (2018)
- Portia Coughlan di Marina Carr, regia di Caroline Byrne. Abbey Theatre di Dublino (2022)
- People, Places and Things di Duncan Macmillan, regia di Jeremy Herrin. Trafalgar Theatre di Londra (2024)

## Riconoscimenti
- Tony Award
  - 2018 – Candidatura Miglior attrice non protagonista in un'opera teatrale per Angels in America - Fantasia gay su temi nazionali
- Laurence Olivier Awards
  - 2016 – Miglior attrice per People, Places & Things
  - 2018 – Miglior attrice non protagonista per Angels in America - Fantasia gay su temi nazionali
- Drama Desk Award
  - 2018 – Candidatura Miglior attrice in un'opera teatrale per People, Places & Things
- Outer Critics Circle Award
  - 2018 – Candidatura Miglior attrice in un'opera teatrale per Angels in America - Fantasia gay su temi nazionali
- Critics' Circle Theatre Award
  - 2015 – Miglior attrice per People, Places & Things
- Evening Standard Theatre Awards
  - 2012 – Candidatura Miglior debuttante per Desire Under the Elms e Our New Girl
- Theatre World Award
  - 2018 – Miglior debuttante

## Doppiatrici italiane
Nelle versioni in italiano delle opere in cui ha recitato, Denise Gough è stata doppiata da:
- Selvaggia Quattrini in Titanic - Nascita di una leggenda, In nome del cielo
- Emanuela D'Amico in Jimmy's Hall - Una storia d'amore e libertà
- Chiara Gioncardi in Colette
- Perla Liberatori in Andor
- Daniela Calò in Who is Erin Carter?
- Beatrice Caggiula in Monday